# Dorés bibel
Dorés bibel är en roman av Torgny Lindgren, utgiven 2005.
Romanen utspelar sig i Västerbotten och utgör den sista delen i en triptyk som inleddes med Hummelhonung och fortsatte med Pölsan. Huvudpersonen är en man som är oförmögen att läsa och skriva, och istället finner en kärlek till berättelser genom den franske konstnären Gustave Dorés illustrerade bibel.